# 名驹

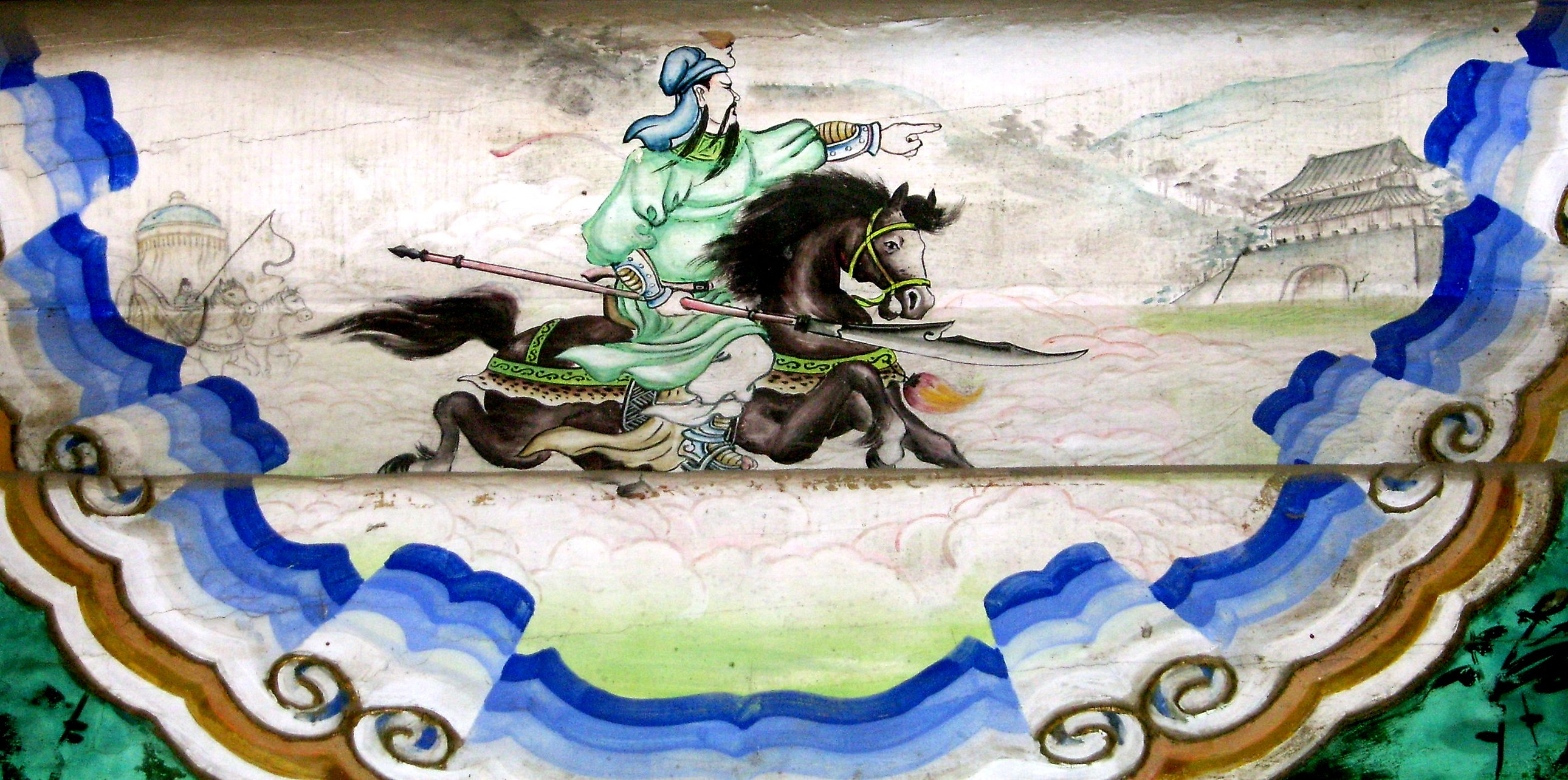
駕著赤兔馬千里走單騎的關羽

名駒（名馬、良駒、良馬）指因血統、外貌、能力或歷史與文化象徵的馬匹。良駒乃是名將縱馬馳騁征戰四方的坐騎，多少英雄豪傑在馬背上成就功名偉業，卻鮮有良駒戰馬能夠留名青史。那些由歷代帝王題詠或造像的駿馬，更是少之又少。在古羅馬，自凱撒時期開始，就有為帝王製作騎馬像的傳統，但大多數騎馬像在中世紀遭到損毀，只有少數幸存下來。在機械動力文明成熟以前，馬匹始終是推動歐亞大陸物質、文化交流的運輸工具。人類與馬匹之間的羈絆，往往只需追索一些名馬的故事，就能窺見某些重要的歷史潮流。對於帝王將相來說，擁有一匹高大的寶馬良駒更是身份與能力的象徵，可以在戰場上獲得極大的優勢。例如東方有楚漢相爭時項羽的坐騎楚騅，三國呂布與關羽的坐騎赤兔马，唐代李世民在建立唐朝的征戰中所騎過的六匹寶馬；西方有亞歷山大大帝的戰馬布西法洛斯，拿破崙的坐騎維吉爾。名駒常與歷史事件或英雄形象緊密相連，成為文化印記，更是歷史轉折的見證者。
在古代，寶馬就相當於現代的超跑，價格往往超過普通乘馬數倍。古人對於馬匹的分類非常精細：「騮」，是黑鬃、黑尾巴的紅馬；「驄」，是青色、白色相間的馬，又稱菊花青；「驪」，是深黑色的馬；「騏」，是青黑色紋理的馬；「驊」，是赤色的馬；「騅」，是白色帶有雜青色的馬，等等。沒有一種動物能和馬一樣被人們用細致的稱呼區分， 這也間接証明古人對馬的喜愛。

## 歷史名馬

### 中國
- 穆王八駿，周穆王的八匹駿馬：赤驥[註 1]、盜驪[註 2]、白義[註 3]、踰輪[註 4]、山子[註 5]、渠黃、華騮[註 6]、綠耳[註 7]。[9]一作絕地、翻羽、奔宵、超影、逾輝、超光、騰霧、挾翼。[10]
- 翠龍，傳說周穆王西遊所乘之馬。[11]
- 肅爽[註 8]，古代的一種駿馬。[12]
- 始皇七馬，秦始皇的七匹駿馬：追風、白兔[註 9]、躡景、奔電[註 10]、飛翮、銅爵[註 11]、最鳧[註 12]。[13]
- 楚騅[註 13]，西楚霸王項羽所騎的烏騅馬。[14]
- 文帝九逸，汉文帝的九匹良馬：浮雲、赤電、絕群、逸群[註 14]、紫燕騮、綠螭驄、龍子、麟駒[註 15]、絕塵。[15]
- 象龍，大宛國送給馮奉世的馬匹。[16]
- 步景[註 16]，东方朔遊歷吉雲國時，得到一匹高九尺的馬匹。[17]
- 黄门四骏，漢代將寶馬依照體態和頭型區分成四種：蒲梢（灰色馬）、龍文（馬的身上有紋路）、魚目（馬的眼睛形狀像魚眼）、汗血（馬身其汗從肩髆流出，其色如血）。[18]
- 大骊，汉光武帝劉秀將坐騎賜給李忠。[19]
- 赤兔，吕布的駿馬。[20]
- 的盧，刘备所乘的馬匹。[21]
- 絕影，曹操的座騎。[22]
- 白鵠[註 17]，曹洪的座騎。[23]
- 黃耳，鮮卑人獻給曹魏的千里馬。[24]
- 紫騂，曹操送給曹植一匹來自大宛的寶馬。[25]
- 驚帆，曹真的一匹駿馬。[26]
- 白鶻，曹彰用美妾換馬。[27]
- 的盧，庾亮所乘的馬匹，殷浩認為不利主人，勸庾亮賣掉，被拒絕。[28]
- 揚武，司馬休之的馬匹。[29]
- 赭白，慕容廆的駿馬。[30]
- 赤龍駒，天监四年（505年），河南國獻馬，梁武帝詔張率，周興嗣作賦。[31]
- 龍驤赤，蕭道成常乘的寶馬，後來蕭道成登基稱帝，封此馬為「龍驤將軍」，民間稱這匹馬為「龍驤赤」。[32]
- 追風赤驥，北魏宗室元琛遠求波斯的千里馬。[33]
- 閃電，长孙晟的騎馬，速度快如閃電。[34]
- 獅子驄，隋文帝時期，大宛獻上的駿馬。馬匹很桀驁，只有裴仁基能駕馭。[35]
- 忽雷駁，唐代秦叔宝的坐骑。[36]
- 太宗十驥，貞觀年間，骨利干進貢的馬中唐太宗李世民最愛的十匹：騰霜白、皎雪驄、凝露驄、懸光驄、洪波騟、飛霞驃、發電赤、流金𩢍、翱麟紫、奔虹赤。[37][38][39]
- 昭陵六骏，李世民征戰四方時所乘的六匹馬：拳毛騧、什伐赤、白蹄乌、特勒骠、飒露紫、青骓。[7][40]
- 黃驄驃，李世民的戰馬，死後受到李世民的追懷。[41]
- 師子驄，唐太宗的馬匹，又肥又暴躁沒有人能調教牠，被武則天給馴服。[42]
- 麝香騟、錦耳驄、駱十二、趁日驄、偏界王、陷冰騟、長命騮、孫兒驄、籠菘白、八百哥、掠地雲、錦地龍、雪面娘、月影三、玉尾騟、撒沙騮、天花駱、旋風白、窣地嬌、六尺金，魏王李泰繼笈得到的20匹馬。[43]
- 天寶六輦，唐天寶年間，大宛進汗血馬六匹，唐玄宗為之改名：紅玉、紫玉、平山、凌雲、飛香、百花。[44]
- 照夜白，唐玄宗的坐騎。[45][46]
- 玉花驄，唐玄宗所乘駿馬。[47]
- 獅子花，原名九花虯，唐代宗時范陽節度使李懷仙將此馬進獻給唐代宗，後代宗將它轉賜給郭子儀。[48][49]
- 神智驄、如意騮，唐德宗的坐騎。[50]
- 望雲騅，唐德宗逃難時的坐騎之一。[51][52]
- 一丈烏，后梁太祖朱溫的座駕，後贈與寇彦卿。[53][54]
- 吉祥座、肉胡床，後晉大臣杜重威、景延廣的馬匹。[55]
- 自在將軍，漢王刘旻在高平戰敗後，騎著契丹所贈的黃騮馬逃回太原，封黃騮馬為自在將軍。[56]
- 金鞍使者、千里將軍、致遠侯、渥窪郎、驥國公，閩康宗王繼鵬在馬市獲得的5匹馬。[57]
- 玉逍遙，宋仁宗的御馬。[58]
- 碧雲霞，宋莊憲太后把一匹馬送給荊王趙元儼，荊王嫌棄馬頭上的旋毛不想要。[59]
- 好頭赤，見蘇軾所作的詩《戲書李伯時畫御馬好頭赤》。[60]
- 飛越峰，明洪武四年，貴州人將十匹好馬進獻到南京。其中有一匹名叫「飛越峰」，剽悍雄健。[61]
- 五明驥，盧象升騎著此馬和清軍作戰。[62]
- 乾隆十駿，清代郎世寧在乾隆八年（1742）繪製的《十駿圖》，描繪了來自蒙古進貢的十匹坐騎：萬吉霜、闞虎騮、獅子玉、霹靂驤、雪點雕、自在騎、奔雪馳、赤花鷹、英驥子、躡雲駛。[63]
- 乾隆後十駿，郎世寧於乾隆十三年（1748年）繪製的《準噶爾貢馬圖》，來自準噶爾、蒙古藩部進貢的三匹坐騎：如意驄、紅玉座、大宛騮。艾啟蒙在乾隆三十七年（1772）繪製的六軸馬圖，來自準噶爾、藩部蒙古及八旗親貴大臣進貢的六匹坐騎：踣鐵騮、勝吉驄、錦雲騅、馴吉騮、佶閑騮、良吉黃。乾隆三十八年（1773）艾啟蒙繪製的來自土爾扈特部進貢的一匹坐騎：寶吉騮。[63]
- 愛烏罕四駿，郎世寧於乾隆二十七年（1762年）繪製的《愛烏罕四駿卷》，來自愛烏罕進貢的四匹坐騎：超耳驄、徠遠騮、月𩨳騋、凌崑白。[63]
- 乾隆八駿，艾啟蒙繪製《八駿圖》，來自中亞地區進貢的八匹寶馬：翰如駱、曦馭黃、蒼艾騏、掣電、躡雲駱、飛霞騮、同吉黃、炯星騮。[63]

### 日本
- 大夫黑，源義經的坐騎。[64]
- 生食，源賴朝的坐騎。
- 磨墨，源賴朝的坐騎，後賜予梶原景季。
- 池月，源賴朝賜予佐佐木高綱的坐騎。
- 帝釋栗毛，加藤清正的坐騎。[65]
- 松風，前田慶次的坐騎。
- 黑雲，武田信玄的坐騎。
- 放生月毛，上杉謙信的坐騎。
- 三國黑，本多忠勝的坐騎。
- 鬼鹿毛，武田信虎的坐騎。
- 百里黑，本多忠朝的坐騎。
- 大蘆毛，織田信長的坐騎。
- 白石，德川家康的坐騎。
- 大鹿毛，明智秀滿的坐騎。
- 櫻野，德川秀忠的坐騎。
- 星崎，豐臣秀吉賜予富田知信的馬匹。

### 歐洲
- 布西法洛斯（Bucephalus），亞歷山大的坐騎。[66]
- 印西塔突斯（Incitatus），羅馬帝國皇帝卡利古拉的坐騎。[66]
- 孔德（Condé），腓特烈大帝的愛馬。[4][66]
- 維吉爾（Marengo），拿破侖的坐騎。[4][66]
- 哥本哈根（Copenhagen），威靈頓公爵的坐騎。[66]

### 印度
- 芝塔克（Chetak），乌代浦土邦統治者馬哈拉納·普拉塔普的坐騎。

### 中東
- 杜爾賈納（Zuljanah），阿里在卡爾巴拉戰役中的坐騎。
- 帕薩卡斯（Pasacas），小居鲁士在庫納克薩戰役中的坐騎。

### 美國
- 藍皮（Blueskin）、納爾遜（Nelson），美國獨立戰爭期間華盛頓的兩匹主要坐騎。

## 相关的民间文化

### 避马瘟
在中国古代，有在馬廄養猴以避馬瘟的做法，民間習俗有將猴子形象作為牛棚馬廄的門神畫，榜題「庇馬瘟」或「避馬瘟」，乃是《西游记》里孙悟空官封「弼馬溫」的諧音，以求牲畜平安健壯。中国古农书《齐民要术》记载“常系猕猴于马坊，令马不辟恶，消百病也”。

### 水草马明王
中国北方各地历史上多曾建有马神庙，供奉马王或称水草大王，全称“水草马明王”。这位三只眼、四只手，舞刀弄剑，相貌凶恶的马王爷，相传是为汉武帝掌管御马监的金日磾。金日磾本是匈奴休屠王太子，字翁叔，极善养马，汉武帝时随昆邪王归汉。金日磾对于汉朝马业的兴旺发达功劳卓著，所以死后被奉为中国人的马王。在古代，养马场、骡马市和军民百姓畜马人家要在农历六月二十三日祭祀马王爷。

### 祭馬神
中國古代就有祭馬神的習俗，《周禮》記載「春祭馬祖，夏祭先牧，秋祭馬社，冬祭馬步」。马祖是指天驷星，也就是天上主马的房星。先牧是古代神话中传说的叫人牧养马的神灵。马社是教人用馬的土地神。馬步是能給馬帶來災害的神。

## 延伸閱讀
1. 劉偉，《馬·故事：搖籃夜話蒙古馬》，內蒙古人民出版社，2019年7月 ISBN 9787204160167
2. 郭子章.  . 维基文库.
3. 陳耀文.  . 维基文库.